# Virgen de la Almudena
Santa María de la Almudena o Nuestra Señora de la Almudena es una advocación mariana de la Virgen María. Es la patrona de la Archidiócesis de Madrid, siendo venerada en la Catedral de Santa María de la Almudena. Su festividad se celebra el 9 de noviembre.

## Origen y leyenda
El título es de origen
árabe, y tradicionalmente se había considerado que provenía de la palabra al-mudy («almudín»), que significa: «depósito de cereales»; pero arabistas e historiadores especializados coinciden hoy en que el nombre procede de la palabra al-mudayna (= «la ciudadela», que es diminutivo de la palabra al-madina = «la ciudad»), vocablo que haría referencia al antiguo recinto militar amurallado que ocupaba el promontorio donde hoy se asientan la Catedral y el Palacio Real de Madrid.
Según la tradición, la imagen de Santa María de la Real de la Almudena, que anteriormente había sido denominada como «Santa María la Mayor», fue encontrada  en el año 1085 durante la conquista de la ciudad de Madrid por el rey Alfonso VI de León en uno de los cubos o torreones adosados a la dicha muralla árabe, cerca de la Puerta de la Vega.
A pesar de no existir datos exactos sobre la antigüedad de la talla como del culto, existen documentos que indican que al menos tres siglos antes de ser encontrada fue ocultada por decreto del arzobispo Raimundo de Toledo.
Existen varias tradiciones acerca del origen de la imagen. La primera (y más conocida) cuenta que en el 712, antes de una supuesta toma de Madrid por los árabes, los habitantes de la Villa tapiaron una imagen de la Virgen en los muros de la muralla, para esconderla de los árabes. Con la Reconquista de la ciudad en el s. XI d. C. por el rey Alfonso VI, se propusieron encontrar la imagen oculta. Después de días de plegarias, y mientras una procesión pasaba por la Cuesta de la Vega, el fragmento de muralla donde se encontraba cayó derruido, mostrando la imagen, que permanecía intacta y con las dos velas con las que había sido tapiada aún encendidas a pesar de los siglos transcurridos. Este tipo de leyendas proliferan en el siglo XIII, de la mano de autores como Rodrigo Jiménez de Rada. Una leyenda similar atañe a la antigua mezquita del Cristo de la Luz en Toledo, donde se dijo haber encontrado una imagen en circunstancias similares.
Otra tradición cuenta que al héroe castellano Rodrigo Díaz de Vivar, «El Cid», se le habría aparecido la Virgen, pidiéndole que tomase la fortaleza de Mayrīt (مجريط). Al acercarse El Cid y sus acompañantes a la villa, se habría desprendido el fragmento de muralla donde se hallaba la figura, y así habrían podido entrar y tomar la ciudad.
A día de hoy no parece probable que hubiese alguna población en lo que hoy es el centro de Madrid antes de la conquista musulmana, pero de lo que todos están seguros es de que no había muralla donde esconder nada, puesto que la primera muralla madrileña fue levantada por los musulmanes en el siglo IX. Parece más probable, por lo tanto, que la imagen primitiva fuese tallada en la Baja Edad Media, durante la repoblación cristiana de la ciudad, para ser colocada en el altar de la antigua mezquita mayor, ahora reconvertida en iglesia mayor de la ciudad (se trata de la antigua iglesia de Santa María de la Almudena). En aquella época era muy común la titulación de los principales templos cristianos con advocaciones genéricas de la Virgen, Cristo y los santos, por lo que aquella iglesia se llamaría de Santa María. Probablemente, para diferenciarla de otras iglesias que fueron surgiendo en los arrabales de la ciudad medieval, en algún momento se empezaría a conocer popularmente al templo como Santa María de la Almudena, por estar situada dentro del primer perímetro amurallado de la ciudad, la ciudadela árabe, como ya se dijo más arriba, que a su vez quedó encerrado en la muralla cristiana posterior. Es decir, se le pondría este nombre para distinguirla de las demás iglesias madrileñas dedicadas a la Virgen María.

## La imagen
La imagen que se conserva actualmente en la catedral de Madrid es de estilo Gótico tardío, realizada posiblemente entre los siglos XV y XVI. Representa a María como reina con túnica rojiza y rico manto recamado, con vuelta en color azul, que cubre sus hombros y cae en pliegues tubulares por delante. Sostiene al Niño, desnudo, con ambas manos. Es una talla de buena calidad artística, en madera dorada y policromada; se ha atribuido su realización al círculo de Sebastián de Almonacid o bien a Diego Copín de Holanda, ambos escultores activos en Toledo a finales del siglo XV. 
La imagen de la Virgen reposa en un trono de plata, de estilo Barroco, que fue regalado por la Villa de Madrid en el año 1640, reinando Felipe IV; a su lado, dos grandes ciriales, asimismo de plata, de la misma fecha. Rodea la figura un recargado resplandor, con ráfagas y ángeles adoradores, y una media luna, símbolo inmaculista, a los pies; todo ello data del siglo XIX.
La talla de la Virgen se encuentra en el brazo derecho del crucero de la catedral, enmarcada por un retablo de tablas pintadas, gótico del siglo XIV, realizado por Juan de Borgoña, procedente de Oropesa (Toledo), y regalado por el cardenal Ángel Suquía. El retablo, colocado en alto, es accesible mediante unas escalinatas que bordean un arco escarzano, donde se encuentra la capilla funeraria de la reina María de las Mercedes de Orleáns, esposa de Alfonso XII, gran devota de la Virgen.
Una réplica de esta imagen hecha por el artista cusqueño Juan Tomás Tuyro Túpac por encargo del obispo Manuel de Mollinedo y Angulo en 1699 se venera en el Templo de la Almudena ubicado en la ciudad del Cuzco (Perú).
El 10 de noviembre de 1948 fue coronada canónicamente, con motivo del XXV aniversario de la ordenación episcopal del obispo de Madrid, y patriarca de las Indias Occidentales, Leopoldo Eijo y Garay. El platero madrileño Juan José García realizó la corona, que fue financiada por los madrileños a través de múltiples aportaciones personales. Durante la coronación, se la nombró capitana general del Ejército, incorporando el fajín que luce en diversas ocasiones.
La Virgen de la Almudena posee cuatro juegos de coronas: 1. El de la coronación, utilizado para solemnidades especiales, y siempre en el interior en la catedral; 2. El de diario, realizado por la casa Ansorena en 1911; 3. El utilizado para procesionar, que incluía la corona imperial —una pieza en plata sobredorada— realizada en 1828 por del orfebre Luis Pecul, y restaurada en 2002; Y finalmente, el que utiliza desde 2002, una corona más sencilla que las anteriores, procedente de una donación anónima.